# 第101隻斑點狗
《第101隻斑點狗》（英語：The Hundred and One Dalmatians），是一位英國作家多迪·史密斯於1955年所撰寫的兒童文學作品。其後更推出續集《The Starlight Barking》。
本書後來由迪士尼動畫公司改編成動畫電影《101忠狗》，並在1996年改編成了一部真人演出的電影，英文片名沒變，但在華語市場則譯作《101真狗》，其後更推出續集《102斑點狗》，1997-1998年時迪士尼公司推出《101忠狗卡通系列》，也在2003年推出動畫電影的續集《101忠狗續集：倫敦大冒險》。
這部續集電影在香港宣傳時，更租用了全香港部份102號線隧道巴士的車身廣告位。不過電影離開院線後，印有廣告的車被派往行駛其他路線，於是馬路上出現了「113斑點狗」、「170斑點狗」、甚至「5B斑點狗」的笑話廣告。

## 中文译本
- 《101条花斑狗 英汉对照读物》（[英]多迪·史密斯 著、陈复庵 陈惠德 译、1994年2月出版发行、中国对外翻译出版公司）ISBN 7-5001-0242-9/H·80
- 《101只斑点狗》（[英]多迪·史密斯 著、蒋玉洁 译、2008年10月出版发行、天津教育出版社）ISBN 978-7-5309-5420-1